# 1877 års kompromiss
1877 års kompromiss var en informell överenskommelse som skulle lösa dispyterna kring presidentvalet i USA 1876, där båda sidor anklagat varandra för omfattande valfusk och i vilket republikanen Rutherford B. Hayes mot alla prognoser vann över demokraten Samuel Tilden med endast en elektorsrösts marginal. Det började ryktas om väpnade grupper som ämnade marschera mot huvudstaden vilket fick president Grant att beordra ökad militär beredskap. Vissa afroamerikanska historiker kallar kompromissen för "det stora förräderiet".

## Innehåll
- Alla federala truppers tillbakadragande från den forna Konfederationen (Endast tre sydstater var fortfarande ockuperade).
- Minst en sydstatspolitiker skulle utses till regeringen (David M. Key, demokrat från Tennessee blev postminister).
- En ny transkontinental järnväg genom Texas, bekostad med federala medel.
- Lagstiftning och federalt stöd för en industrialisering av södern.
- Demokratiska partiet måste betrakta Hayes valseger som legitim.
- De tidigare ockuperade delstaterna får rätt att hantera svarta amerikaner utan nordstaternas inblandning.

## Resultat
Följden blev slutet på rekonstruktionstiden då de sista resterna av den federala ockupationen av sydstaterna sedan amerikanska inbördeskrigets slut försvann. Vid tidpunkten för kompromissen fanns bara federala trupper kvar i Louisiana, South Carolina och Florida. När trupperna drogs tillbaka lämnade också många vita republikaner, så kallade scalawags, södern. Ett direkt resultat av detta blev att de republikanska regeringarna i dessa delstater snabbt förlorade makten till konservativa demokrater (Redeemers). Indirekt blev följden att Republikanska partiet förlorade allt inflytande i södern under de följande decennierna, och trots att en av kompromisspunkterna var om de svartas rättigheter skulle demokraterna i södern istället införa diskriminerande lagstiftning och rassegregation (de s.k. Jim Crow-lagarna). Merparten av denna lagstiftning kvarstod till antagandet av Civil Rights Act 1964 och Voting Rights Act 1965.